# Columbia County, Wisconsin
Columbia County är ett county i södra delen av delstaten Wisconsin, USA. Den administrativa huvudorten (county seat) Portage är belägen cirka 65 km norr om delstatens huvudstad Madison och cirka 380 km sydost om Minnesotas huvudstad Saint Paul.

## Geografi
Enligt United States Census Bureau så har countyt en total area på 2 061 km². 2 004 km² av den arean är land och 57 km² är vatten. 

### Angränsande countyn
- Marquette County - nord
- Green Lake County - nordost
- Dodge County - öst
- Dane County - syd
- Sauk County - väst
- Juneau County - nordväst
- Adams County - nordväst

### Större orter
- Columbus med cirka 4 500 invånare
- Lake Wisconsin - 3 500
- Lodi - 5 800
- Pacific - 2 500
- Portage - 10 000
- Poynette - 2 300